# Bahnhof Kurort Altenberg (Erzgeb)
Der Bahnhof Kurort Altenberg (Erzgeb) ist eine Betriebsstelle der Bahnstrecke Heidenau–Kurort Altenberg in der Stadt Altenberg (Erzgebirge) in Sachsen. Im Jahr 1923 als Endpunkt der Schmalspurbahn Heidenau–Altenberg eröffnet, wurde er bis 1938 mit veränderter Gleisachse als Endbahnhof der seinerzeit neu trassierten Regelspurbahn neu errichtet.
Altenberg (Erzgeb) war vor 1945 einer der ersten Bahnhöfe in Deutschland, auf dem Tageslichtsignale statt der bislang üblichen Formsignale aufgebaut waren. Begründet wurde das damals insbesondere mit den extremen Wetterbedingungen im Winter in Altenberg, das auf dem Kamm des Osterzgebirges liegt.

## Geschichte

### Schmalspurbahnhof
Schon seit 1890 existierte eine Schule für Postgehilfen und Eisenbahnbeamte, die spätere Deutsche Verkehrs-Oberrealschule. Eine Verlängerung der bereits seit 1890 bestehenden und als Schmalspurbahn ausgeführten Bahnstrecke von Heidenau nach Geising bis Altenberg wurde bereits seit Fertigstellung der Strecke wiederholt gefordert. Zunächst wurde dies jedoch aufgrund des großen Höhenunterschieds, für den die zur Bauzeit verfügbaren sächsischen Schmalspurlokomotiven keine ausreichende Leistungsfähigkeit besaßen, abgelehnt. 1910 schlug jedoch auch das sächsische Finanzministerium dem Landtag den Bau der Strecke vor. Eine von der Stadt Altenberg geforderte weitere Verlängerung bis nach Moldava oder nach Hermsdorf-Rehefeld an der Bahnstrecke von Freiberg nach Brüx lehnte es jedoch ab. 1914 wurde schließlich die Verlängerung bis Altenberg genehmigt, jedoch unterblieben aufgrund des Ersten Weltkriegs, abgesehen vom Erwerb der benötigten Grundstücke, alle weiteren Aktivitäten. Nach Ende des Krieges konnte 1919 mit dem Bau der Verlängerung bis Altenberg als Notstandsarbeiten begonnen und das erforderliche Neubauamt in Altenberg eingerichtet werden.
Der Bahnhof Altenberg entstand im Jahr 1923 und wurde am 10. November 1923 zusammen mit der Strecke von Geising feierlich in Betrieb genommen. In Altenberg entstand aus Kostengründen statt eines geplanten zweistöckigen Empfangsgebäudes ein einfacher Holzbau. Er existiert noch heute als Museum. Im Heizhaus waren zwei Lokomotiven stationiert. Es kamen Dampflokomotiven der Baureihe 99.67–71 zum Einsatz.
Verheerende Hochwasserkatastrophen in den Jahren 1897 und 1927, die vielen unbeschrankten Bahnübergänge sowie die steigende Zahl der Tonnagen und Passagiere führten dazu, dass der Verwaltungsrat der Deutschen-Reichsbahn-Gesellschaft im September 1934 beschloss, die Strecke auf Regelspur umzustellen und dabei das Niveau soweit anzuheben, dass künftig ein besserer Hochwasserschutz vorhanden sein sollte. Mit den Planungen für den Neubau der Strecke wurde im gleichen Jahr begonnen. Knapp vier Jahre später, kurz vor Fertigstellung der neuen Strecke nahm die Deutsche Reichsbahn den Schmalspurbahnhof in Altenberg zusammen mit dem Streckenabschnitt bis Lauenstein am 15. August 1938 außer Betrieb.

### Normalspurbahnhof
In Altenberg entstand ein neues Empfangsgebäude im Heimatstil mit Zwiebelturm und Uhrwerk. Der Bahnhof erhielt mit Blick vor allem auf den starken Wintersportverkehr vier Bahnsteiggleise. Im nördlichen Bahnhofskopf zweigte die Zufahrt zum ebenfalls neugebauten Lokomotivbahnhof ab. Dieser erhielt einen zweiständigen Lokschuppen mit angebautem Dienstgebäude. Innerhalb des Dienstgebäudes wurden eine Werkstatt und Sozialräume mit Übernachtungsmöglichkeiten für das Zugpersonal eingerichtet. Unter dem Dach befand sich ein Wasserbehälter mit einem Fassungsvermögen von 150 Kubikmeter. Jedes der beiden Schuppengleise erhielt vor der Zufahrt einen Wasserkran.
Am 24. Dezember 1938 fuhr der erste planmäßige Reisezug in Altenberg (Erzgeb) ein. Bis zum 26. April 1939 war zwischen Niederschlottwitz und Glashütte noch ein Schienenersatzverkehr notwendig, nachdem am ein Erdrutsch am 14. Dezember 1938 die neugebaute Strecke verschüttet hatte. Drei Lokomotiven der Baureihe 84 und einige Wagen wurden für den Inselbetrieb provisorisch nach Altenberg überführt und dort stationiert.
Ab dem 26. April 1939 waren die Lokomotiven 84 005 und 84 008 als erste Planlokomotiven in Altenberg (Erzgeb) beheimatet. In jener Zeit waren zehn Lokomotivführer und Heizer, sowie drei Schlosser und zehn Betriebsarbeiter im Personalbestand des Bahnhofes. Ein Einsatzleiter fungierte zugleich als Lokleiter, Verwaltungsangestellter und Werkmeister.
Im Lokbahnhof kamen auch Triebwagen, wie der zweiachsige Triebwagen VT 135 und später die vierachsigen VT 137 zum Einsatz. Ab etwa Dezember 1940 erfolgten kriegsbedingte Einsparmaßnahmen, das Lokpersonal und die Heizer wurden auf sieben Arbeitskräfte reduziert und die Lokomotive 84 008 wurde abgezogen. Um Material und Maschinen zu schonen, wurde die planmäßige Fahrzeit von Dresden nach Altenberg um knapp ein Drittel auf 105 Minuten verlängert. Gegen Kriegsende wurden mehrere Triebwagen auf den Reservegleisen in Altenberg abgestellt:
- zwei zweiteilige Dieselschnelltriebzüge SVT 137 149 und 224 der 137 149 und 232 Bauart Hamburg
- zwei dreiteilige Dieselschnelltriebzüge SVT 137 153 und 157 der Bauart Leipzig
- drei- und vierteilige Dieselschnelltriebzüge SVT 137 283 bis 287 der Bauart Ruhr.[2]

Des Weiteren wurden mehrere Triebwagen der Einsatzstelle Pirna in Altenberg abgestellt, die dann aber bei der Rückführung am 14. April 1945 bei Luftangriffen zerstört wurden. Bei den Luftangriffen auf Altenberg am Kriegsende wurde die Lokomotive 84 006 schwer getroffen. Das Empfangsgebäude brannte aus, die Gleisanlagen beschädigt.

### Neubeginn nach dem Zweiten Weltkrieg
Obwohl bereits im Juli 1945 die Strecke durchgängig wieder befahren werden konnte, begann der planmäßige Betrieb erst im Herbst 1945, allerdings nur, wenn es der Lokomotivenmangel zuließ. Ersatzweise wurde die Dampflokomotiven 86 376 und 93 1065 im Lokbahnhof Altenberg stationiert. Von der Baureihe 84 wurden alle sechs noch vorhandenen Lokomotiven von der Sowjetischen Militär-Administration (SDAD) beschlagnahmt und auf Strecken der Wismut AG eingesetzt. Nun wurden auch bislang nicht für die Strecke zugelassene Baureihen eingesetzt. Im Jahr 1946 wurden alle in Altenberg abgestellten Dieseltriebwagen zum RAW Dessau verbracht. In den Sommermonaten des Jahres 1947 waren die Lokomotiven 84 009 und 84 011 wieder in Altenberg neben der Baureihe 93 im Einsatz. Um 1949 ersetzte man die Baureihe 93 durch Einheitslokomotiven der Baureihe 86. Im Lokbahnhof Altenberg waren die 86 376, 390, 725 und 727 beheimatet. Ab dem Winterfahrplan 1949/50 verkehrten nur noch die Baureihe 86 auf der Strecke. Im Jahr 1950 stationierte man die 84 002 und 84 003 wieder im Lokbahnhof. Gleichzeitig fand ein Wechsel der Befeuerung von Steinkohle auf Braunkohle statt. Das bedeutete, dass nun die vierfache Menge an Kohle benötigt wurde.
Bereits im Sommer begann die SDAG Wismut in Bärenhecke Uranpechblende, ein Uran(IV)-oxid, bergmännisch abzubauen. Vorrangig wurden Bergleute transportiert und Material abgefahren. Die dafür erforderlichen Schichtzüge wurden in Altenberg stationiert und die Lokomotiven im Lokbahnhof restauriert und betriebsbereit gehalten. Zeitweise waren dort vier Maschinen der Baureihe 86 stationiert, sowie gelegentlich weitere acht Maschinen vorhanden. Nun waren auch Lokomotiven der Baureihe 50 anzutreffen, wie die 50 1336, 2308, 2657 und gelegentlich die 50 387. Auch eine Lokomotive der Baureihe 52, die 52 1332, wurde ab 1953 in Altenberg stationiert. Im Jahr 1955 wurde der Lokbahnhof Altenberg (Erzgebirge) ab dem Sommerfahrplan dem Bahnbetriebswerk Pirna unterstellt. Damit erfolgte eine Bestandsbereinigung. Das Bw Dresden-Friedrichstadt gab alle Lokomotiven der Baureihe 86 nach Pirna bzw. Altenberg ab und übernahm den Pirnaer Bestand der Baureihen 38 und 91.

### Normalbetrieb
Für die Wintersportzüge setzte nun das Bw Pirna auch Maschinen der Baureihe 50 von anderen Bahnbetriebswerken ein, beispielsweise vom Bw Nossen die Lok 50 2146 und vom Bw Zittau die Lok 50 2376. Im Jahr 1956 sollten die Neubaulokomotiven der Baureihe 83.10 die Baureihe 86 ablösen, jedoch war diese mit 60 km/h für die Hauptstrecke von Dresden nach Heidenau zu langsam und die Baureihe 86 blieb in Altenberg stationiert. Auch Versuche mit der Baureihe 65.10 scheiterten, da in den engen Kurvenradien Rahmenschäden an den Lokomotiven auftraten. Im Lokbahnhof Altenberg traten ebenfalls Veränderungen auf. Die Zahl der Altenberger Wagen sank durch Verschleiß und Ausmusterung. Daher fuhr man mit zwei gekoppelten Doppelstockwagen, gegebenenfalls mit Gepäckwagen, diese wurden von einer Lokomotive der Baureihe 50 gezogen. 1968 endete der Einsatz der Baureihe 86, es verblieb lediglich noch eine Lokomotive der Baureihe 50. Der Kohlenbansen im Lokbahnhof Altenberg war damit nicht mehr erforderlich.

### Umstellung auf Diesellokomotiven
Im Sommer des Jahres 1967 kamen die ersten Diesellokomotiven der Baureihe V 100, ab dem Jahr 1970 Baureihe 110, der heutigen Baureihe 201, auf die Strecke. Im Jahr 1968 wurde auch das Personal der Dampflokomotive 86 548 auf Diesellokomotiven umgeschult und die Maschine abgegeben. Somit war die letzte Dampflok im Lokbahnhof die Lokomotive 50 237, als Ersatz kam die 110 081. Ab dem 28. September 1968 verkehrten auf der gesamten Strecke nur noch Diesellokomotiven der Baureihe V 100 bzw. 110.
Nachfolgend sind alle bis 1977 in Altenberg stationierten Normalspurlokomotiven aufgelistet:
| Position | Baureihen-Nr.                                            | Anzahl         | Zeitraum               |
| -------- | -------------------------------------------------------- | -------------- | ---------------------- |
| 1        | 50 237                                                   | 1              | 1966–1969              |
| 2        | 50 1490                                                  | 1              | 1963–1965              |
| 3        | 52 1332                                                  | 1              | 1951–1952              |
| 4        | 74 894                                                   | 1              | 1945–Sommerfahrplan 47 |
| 5        | 74 1249                                                  | 1              | 1945–Sommerfahrplan 47 |
| 6        | 84 005, 008, 009, 011                                    | 4              | 1939–1949              |
| 7        | 86 376, 390, 725, 776, 623, 461, 548, 442, 545, 556, 606 | 11             | 1945–1968              |
| 8        | 93 1065                                                  | 1              | 1945                   |
| 8        | 93 942                                                   | 1              | 1947–1948              |
| 10       | 98 015                                                   | 1              | 1960–1963, Heizlok     |
| 11       | 110 081                                                  | 1              | 1969–1971              |
| 12       | 110 135                                                  | 1              | 1971–1973              |
| 13       | 110 243                                                  | 1              | 1973–1977              |
| 14       | 110 787                                                  | 1              | 1977–1982              |
|          | Gesamt                                                   | 27 Lokomotiven |                        |

Hinzu kommen noch die Dampflokomotiven der begrenzten Wismutzeit und die verschiedenen Gastlokomotiven.
Ab dem 1. Januar 1970 kam Altenberg als Personaleinsatzstelle zum Groß Bahnbetriebswerk Dresden-Friedrichstadt, zusammen mit Dresden-Altstadt, Pirna, Königsbrück und Bad Schandau. Außer den in Altenberg stationierten Lokomotiven kamen auch weitere Baureihen auf der Müglitztalbahn bis nach Altenberg zum Einsatz, so ab 1969 die Baureihe 118 und ab 1981 die Baureihe 119. Ab dem gleichen Jahr ersetzte mit der Baureihe 112 eine stärkere Variante der V 100 die bislang eingesetzte Baureihe 110.

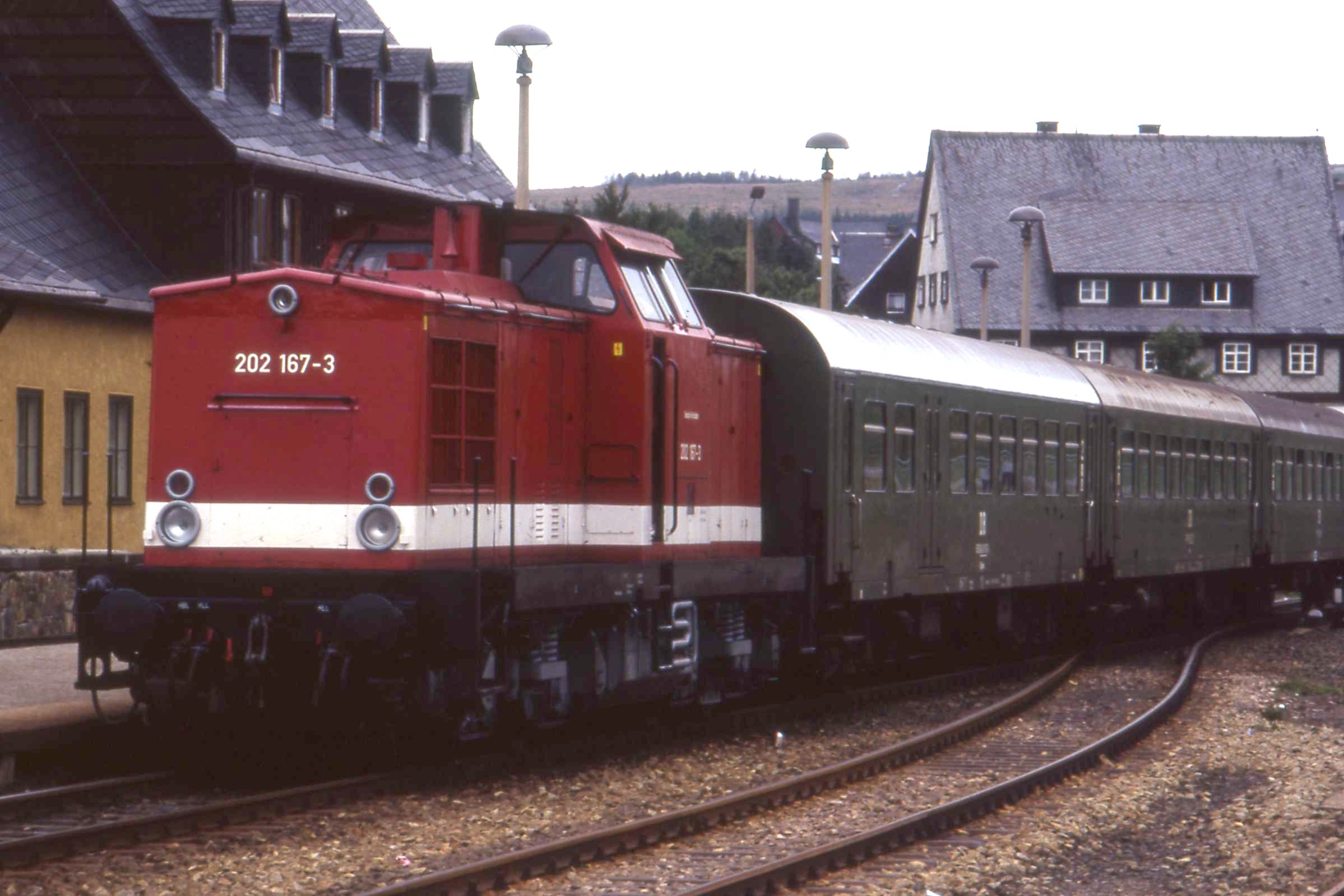
Diesellokomotive 202 mit Zug in Altenberg 1992
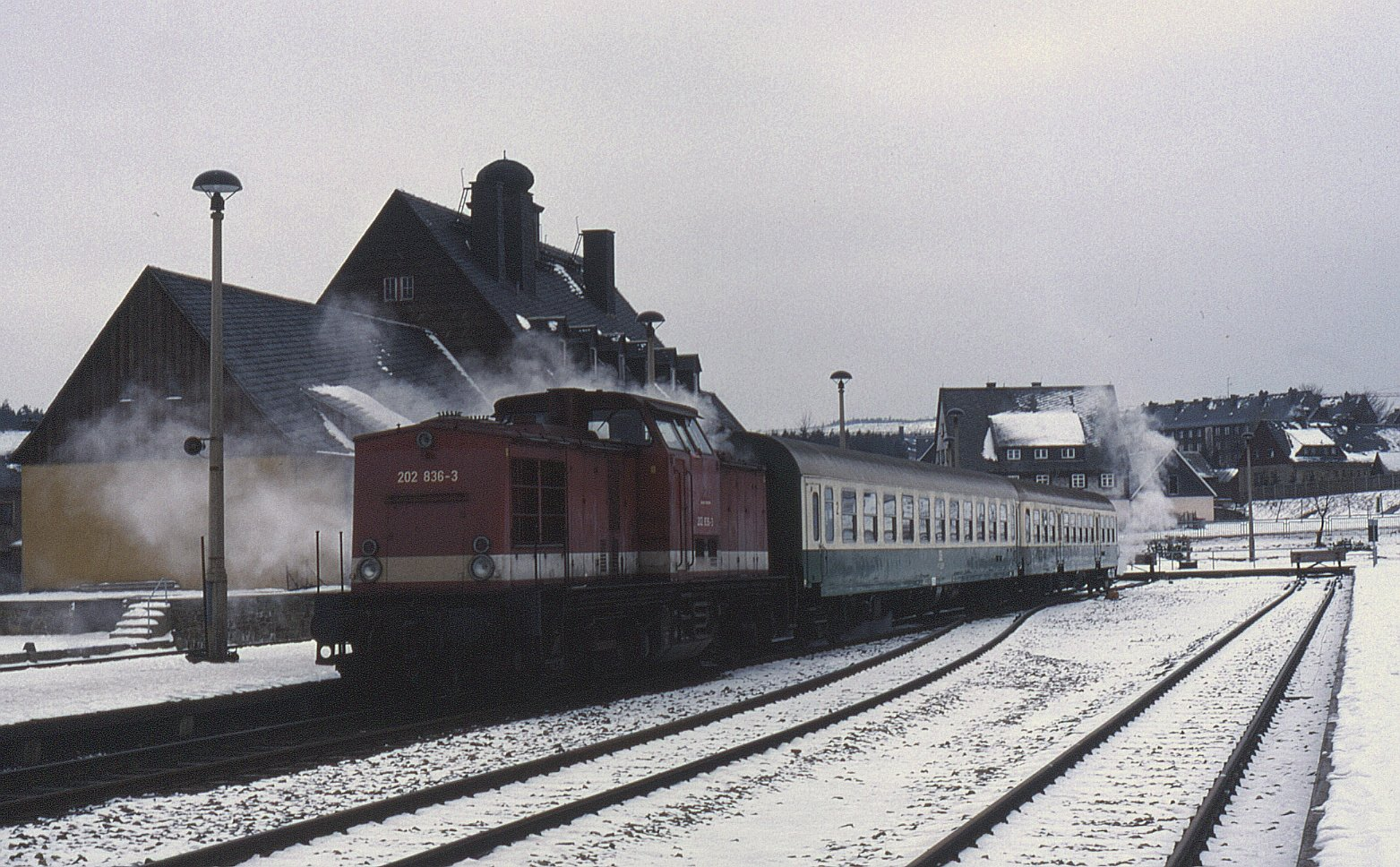
Diesellokomotive 202 mit Zug in Altenberg 1994

### Ab 1989
Mit der politischen Wende wechselten die verschiedensten Diesellokomotiven auf der ab 1994 zur DB AG gehörenden Müglitztalbahn. Der Bahnhof Altenberg (Erzgeb) wurde nun wieder Dresden und Pirna unterstellt. Die bisherigen, nun als Baureihen 202 und 204 bezeichneten Diesellokomotiven verblieben auf der Strecke. Am 17. Mai 1999 begann eine umfassende Erneuerung der Müglitztalbahn. Diese Arbeiten waren aber auch mit dem Rückbau von Gütergleisen und Anschlussgleisen verbunden. In Altenberg wurde das vierte Gleis stillgelegt und Grund und Boden für einen neuen Busbahnhof (Fertigstellung 2002) an die Stadt verkauft. Am 8. Oktober 1999 wurde die Strecke der Müglitztalbahn erneut feierlich eröffnet. Es verkehrten nun die neuen Triebwagen der Baureihe 643.0/5, allerdings fuhren auch die bewährten Maschinen der Baureihe 202. Die im Winter in Altenberg als Reserve abgestellten Triebwagen litten sehr unter den rauen Winterbedingungen. Die Arbeit im Lokbahnhof verringerte sich zusehends, das Lokpersonal nutzte für die Ruhepausen das Empfangsgebäude. Das Heizhaus wurde bis zum März 2001 genutzt, dann wurde es ausgeräumt. Die letzte Dampflokomotive war 2001 die 50 3648 und die letzte Diesellok holte am 4. März 2001 zum letzten Mal Heizwasser. Der Plan, das Heizhaus mit Wasserstation an den Regionalverkehr Dresden (RVD) zu verkaufen, scheiterte am Neubau des Busbahnhofs unmittelbar am Empfangsgebäude.

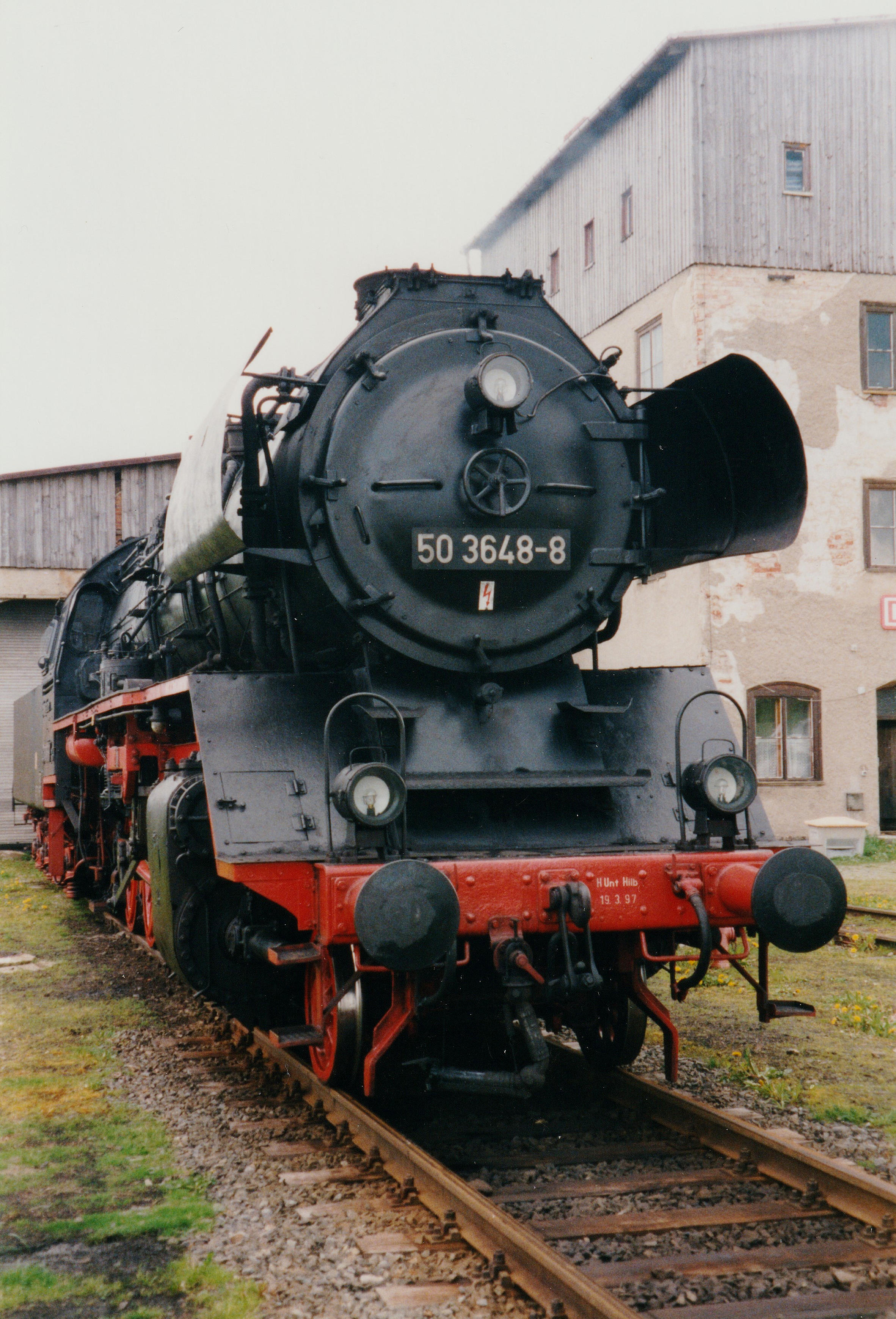
Altenberg Lokbahnhof 1999
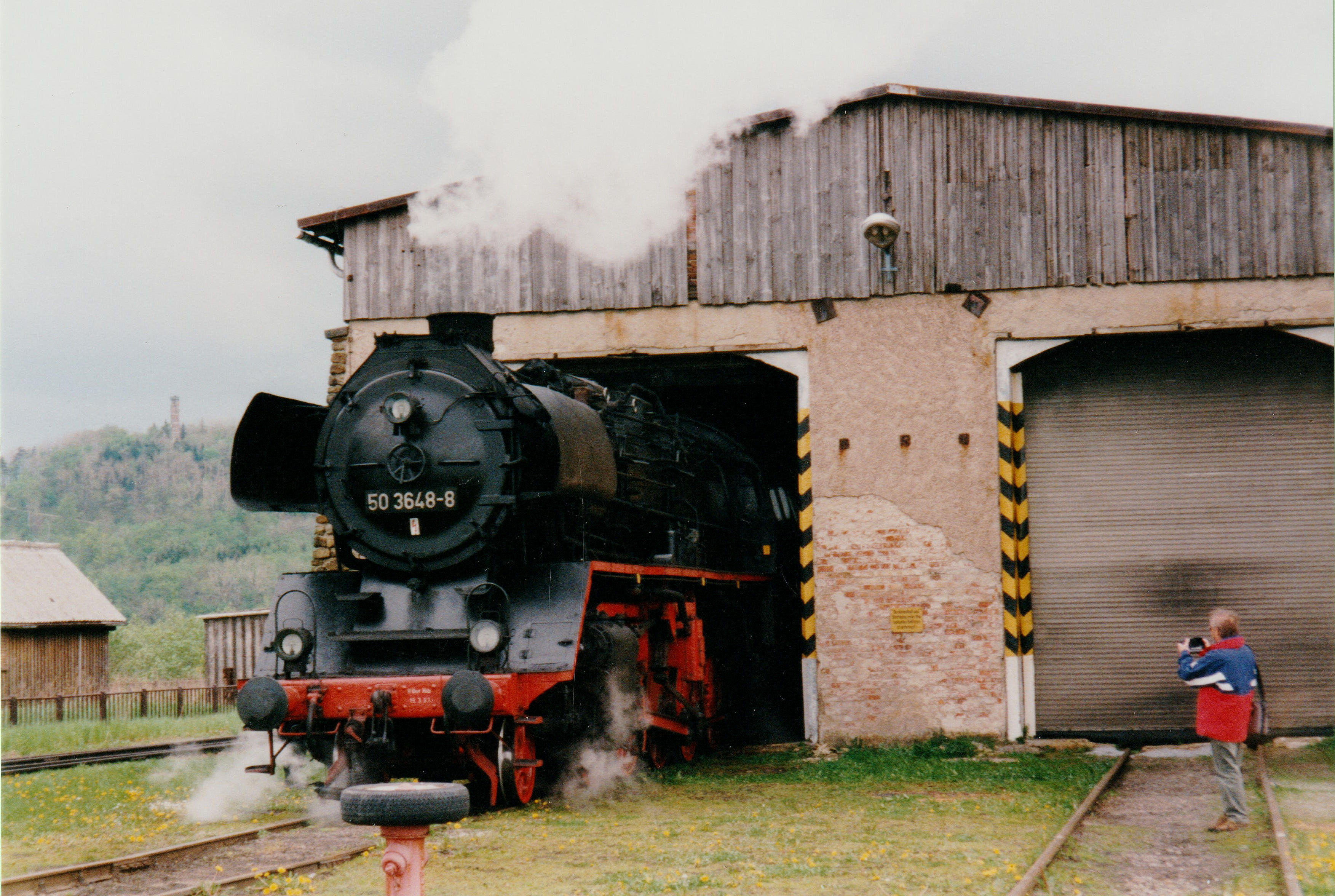
Altenberg Lokbahnhof 1999
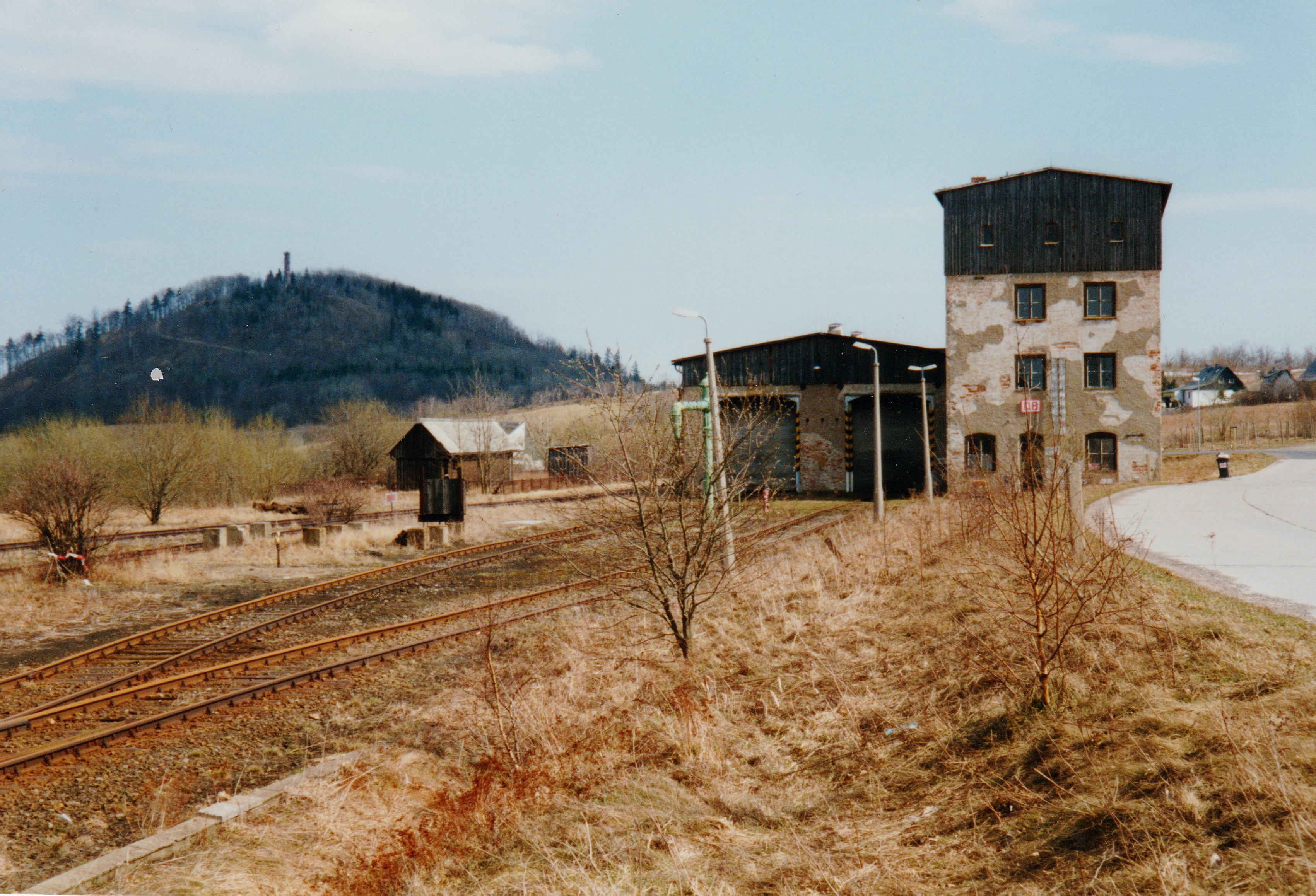
Altenberg Lokbahnhof 2001
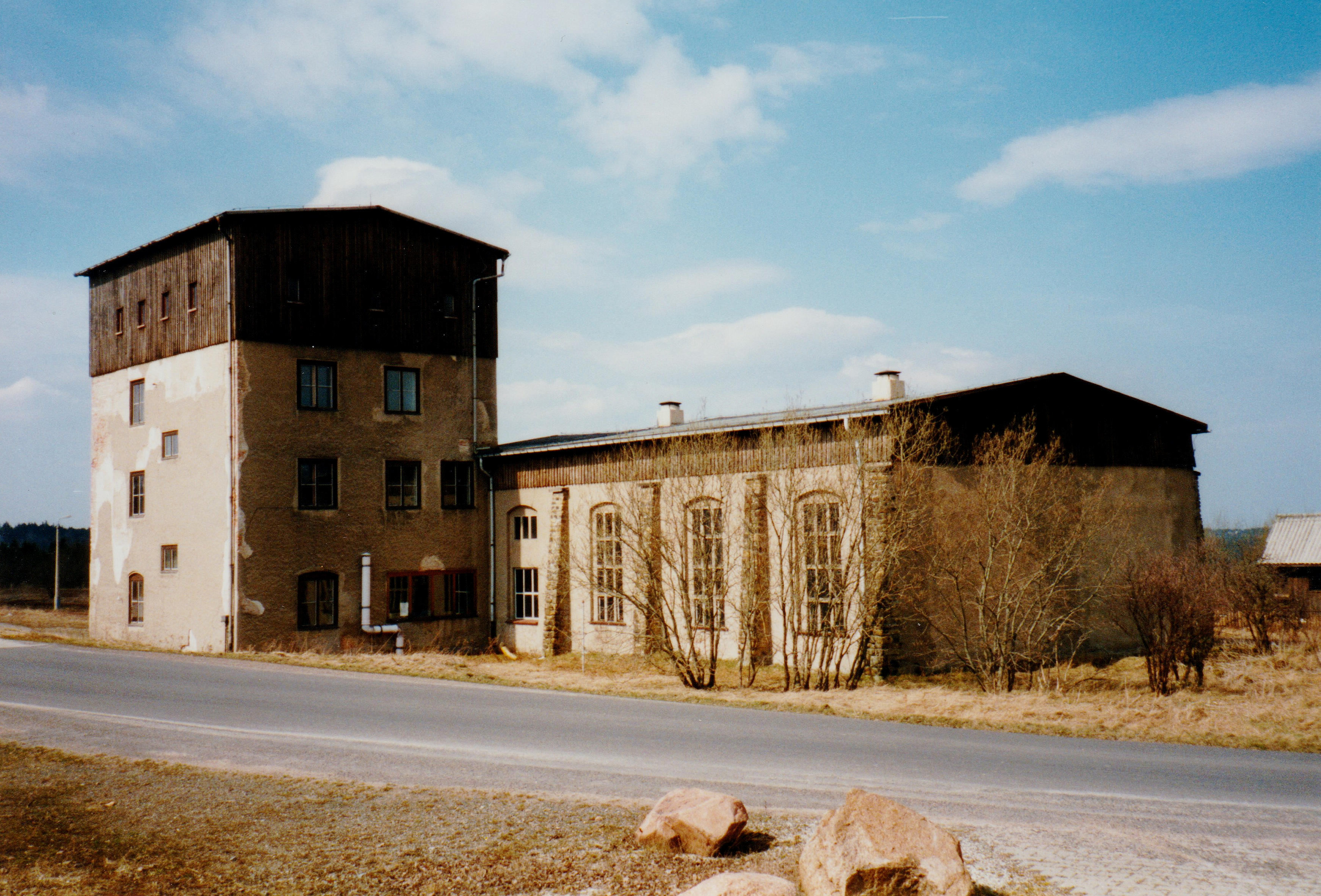
Altenberg Lokbahnhof 2001
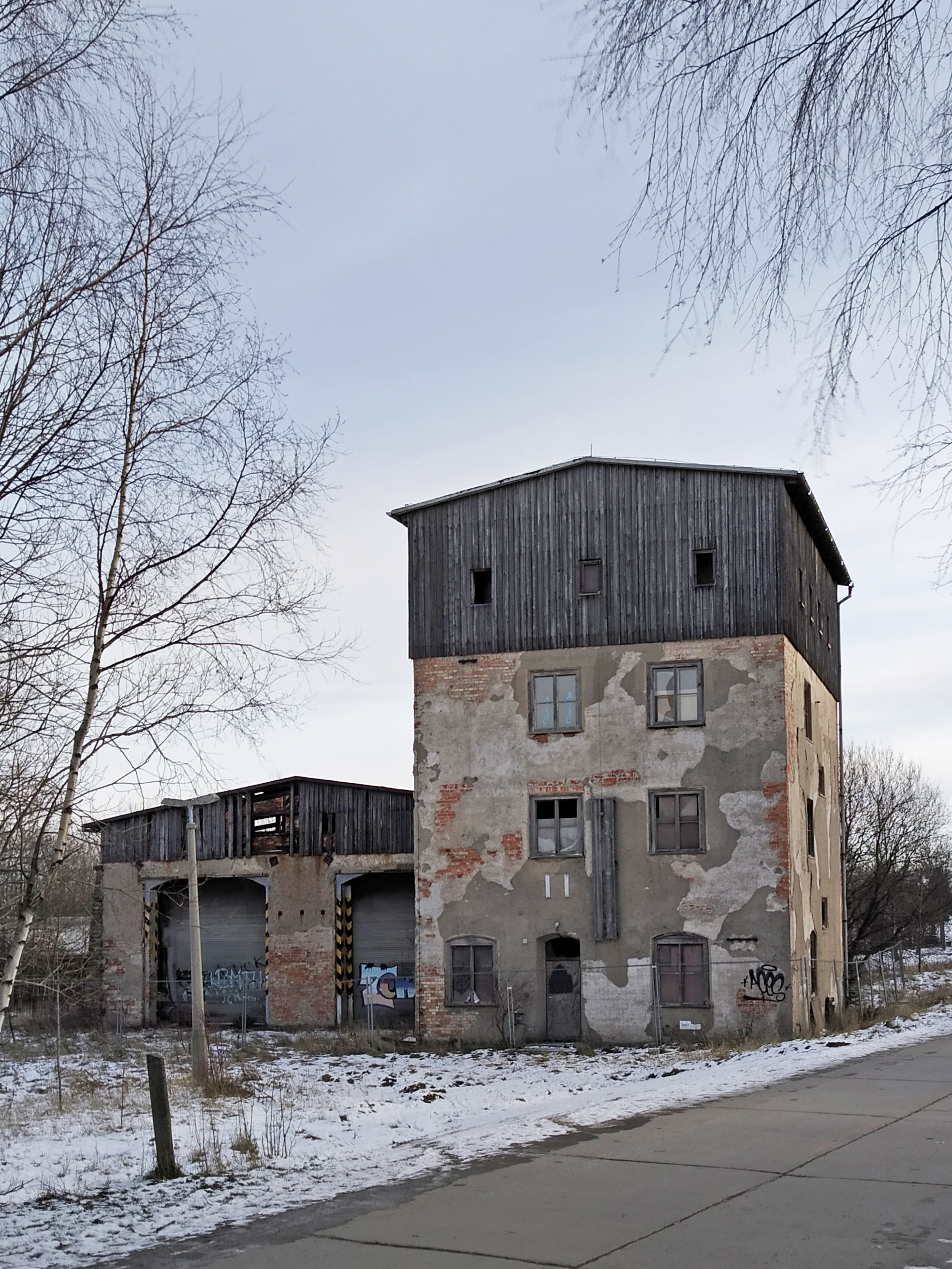
Altenberg Lokbahnhof 2019
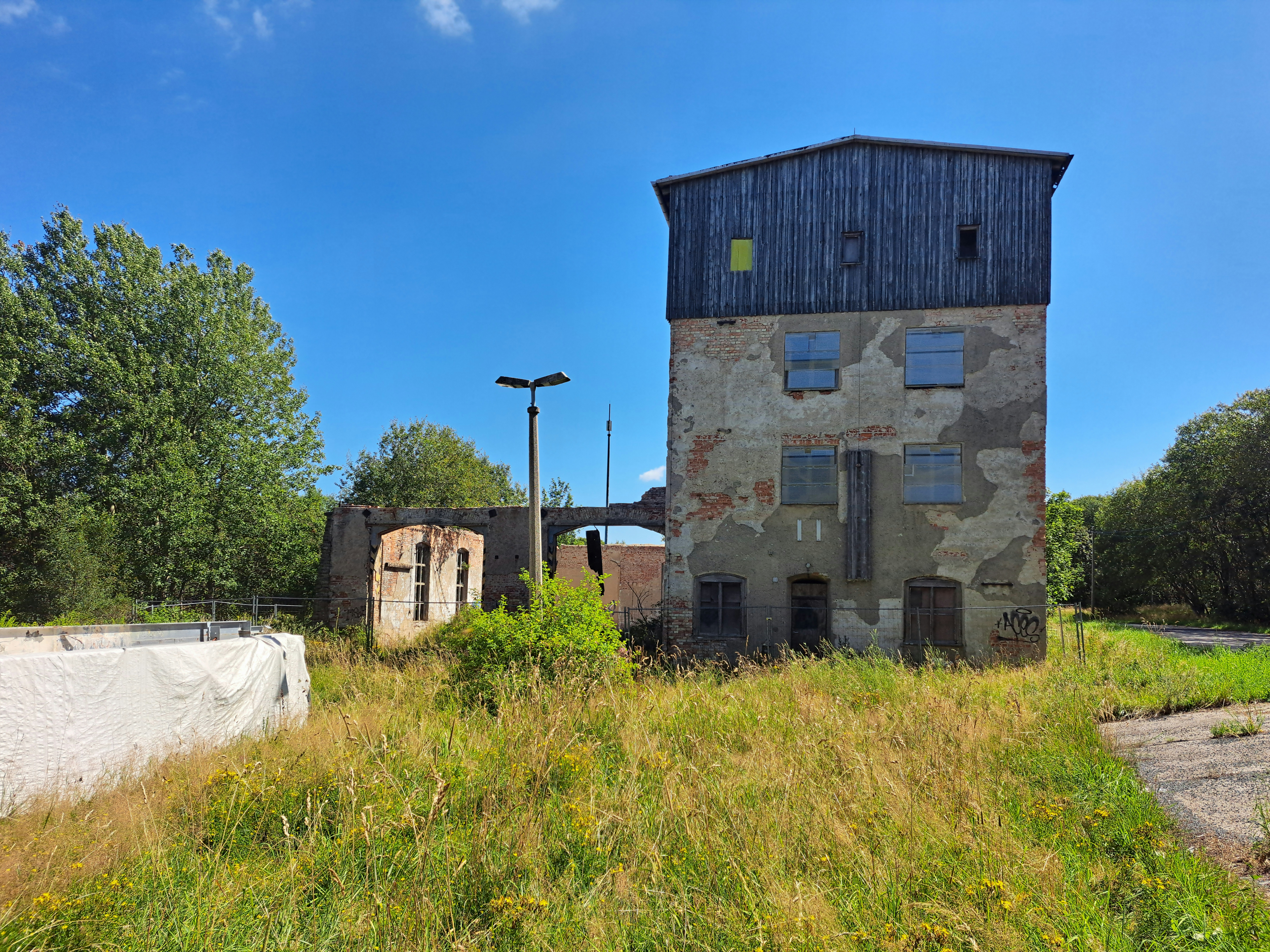
Altenberg Lokbahnhof 2024
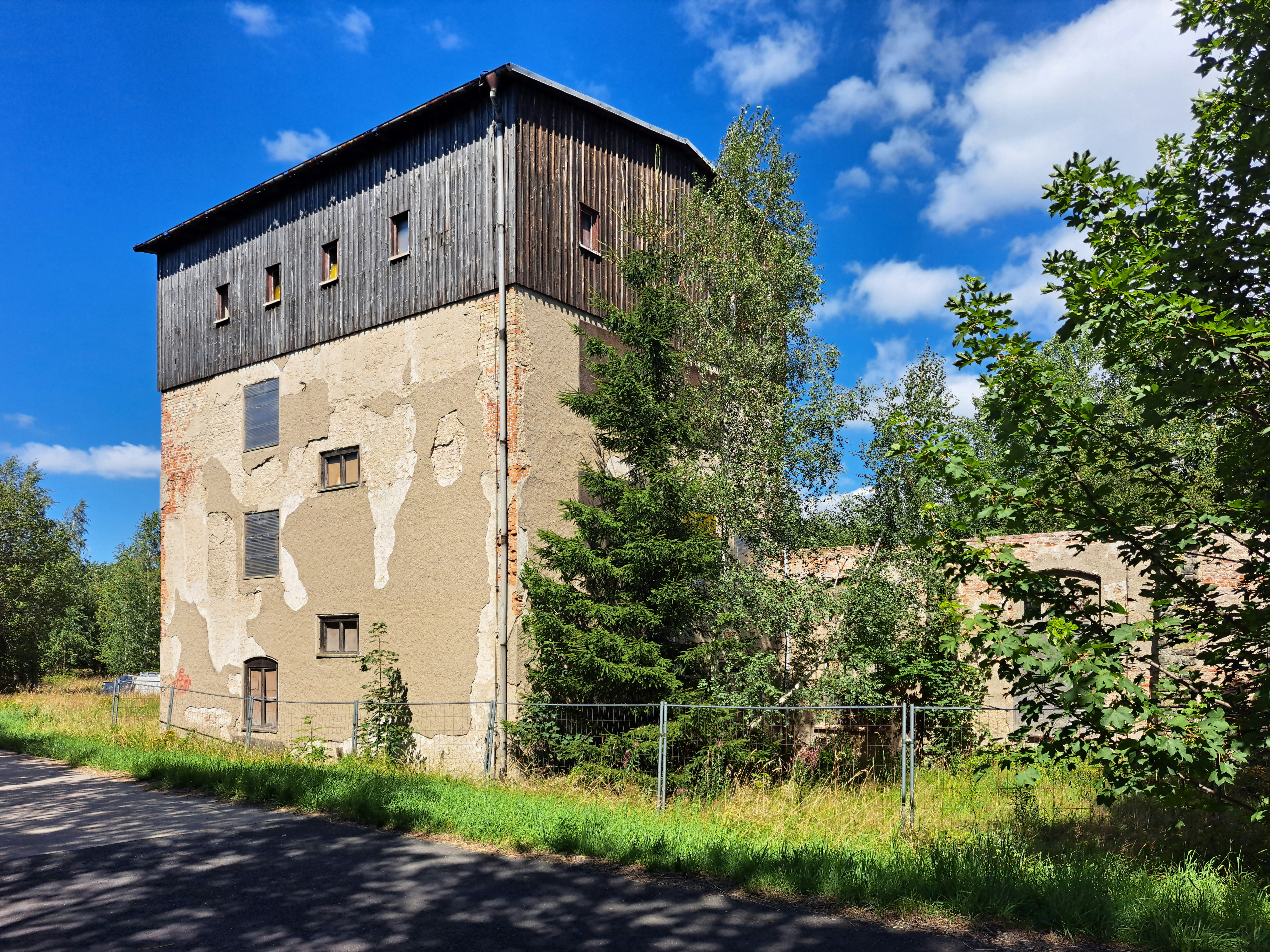
Altenberg Lokbahnhof 2024
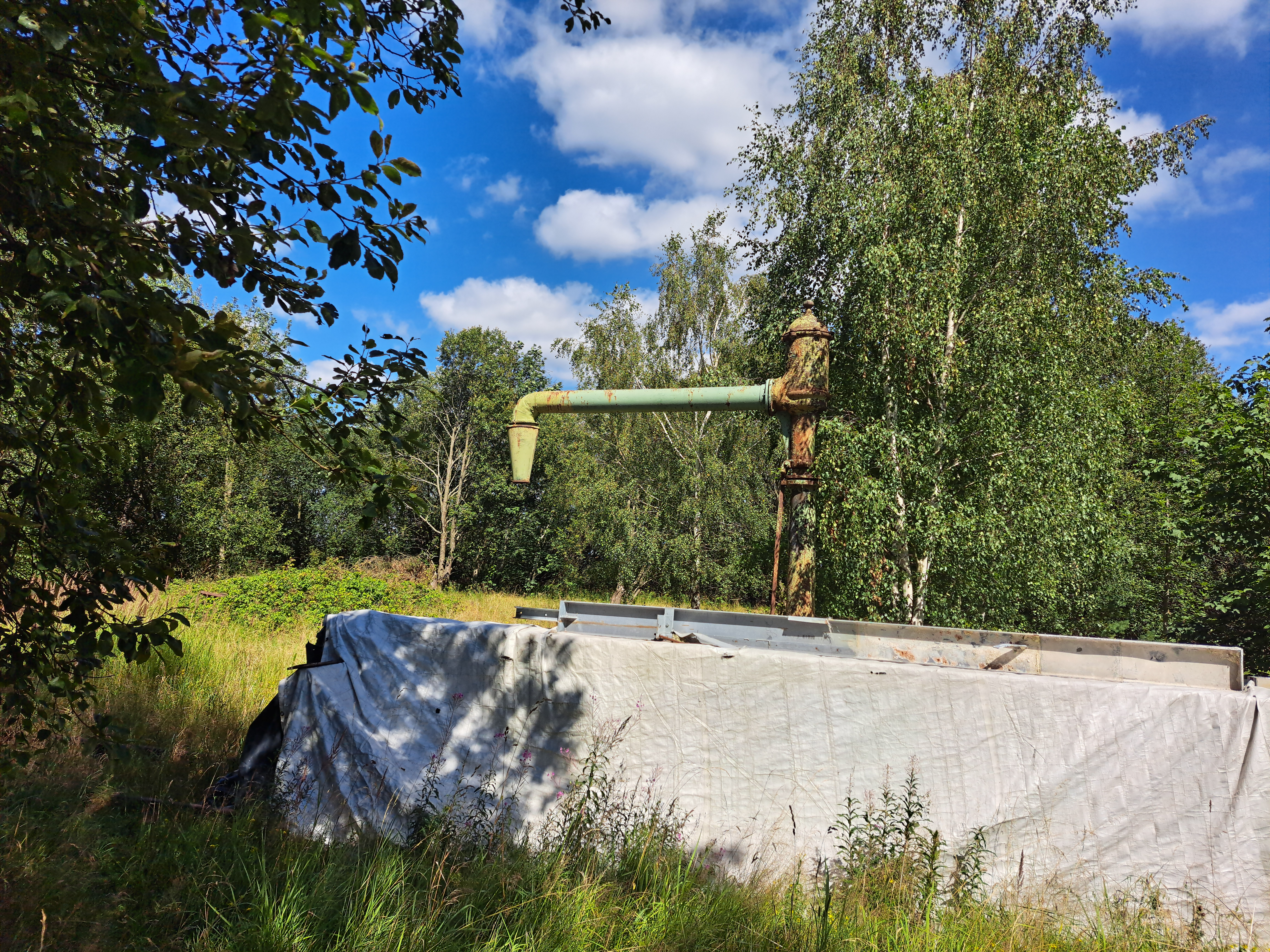
Altenberg Lokbahnhof 2024

Der Lokbahnhof Altenberg (Erzgeb) war unterstellt:
| Position | Zeitraum                                | vorgesetzte Stelle                                   | Besonderheit                                                            |
| -------- | --------------------------------------- | ---------------------------------------------------- | ----------------------------------------------------------------------- |
| 1        | 1923–1938                               | MaschinenamtI Dresden-Altstadt                       |                                                                         |
| 2        | 1938 – Dez.1945                         | Bw Dresden-Friedrichstadt                            |                                                                         |
| 3        | Dez 1945 – bis Sommerfahrplan 1955      | Bw Dresden-Altstadt                                  |                                                                         |
| 4        | ab Sommerfahrplan 1955 – 1. Januar 1970 | Bw Pirna                                             |                                                                         |
| 5        | 1. Januar 1970 – Sept. 2000             | Personaleinsatzstelle Groß-Bw Dresden-Friedrichstadt |                                                                         |
| 6        | Sept. 2000–2001                         | DB AG                                                | aufgelöst, Sozialeinrichtung in der Wasserstation bis März 2001 genutzt |

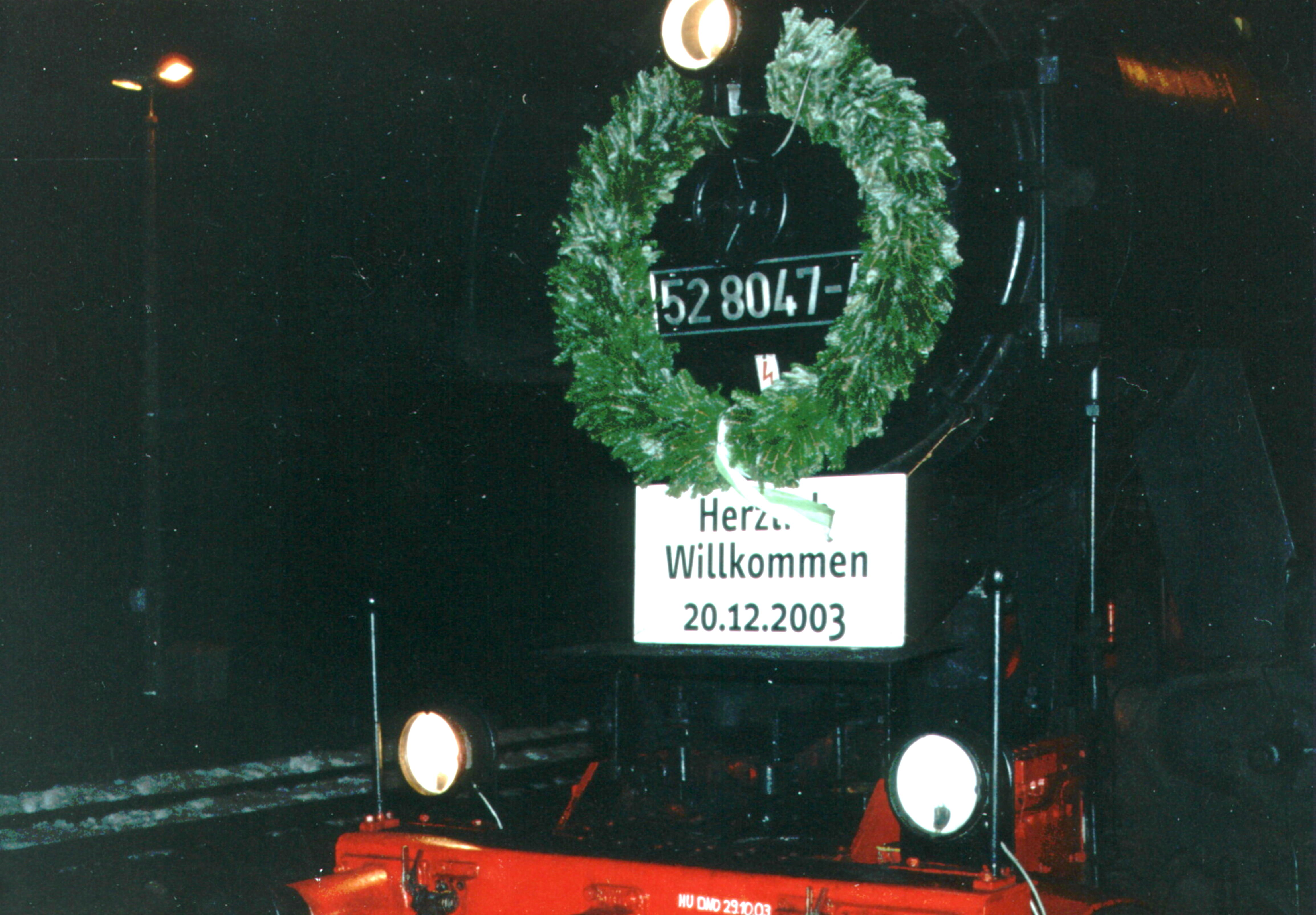
20. Dez. 2003, die Eröffnungsfahrt Altenberg nach der Flut von 2002,
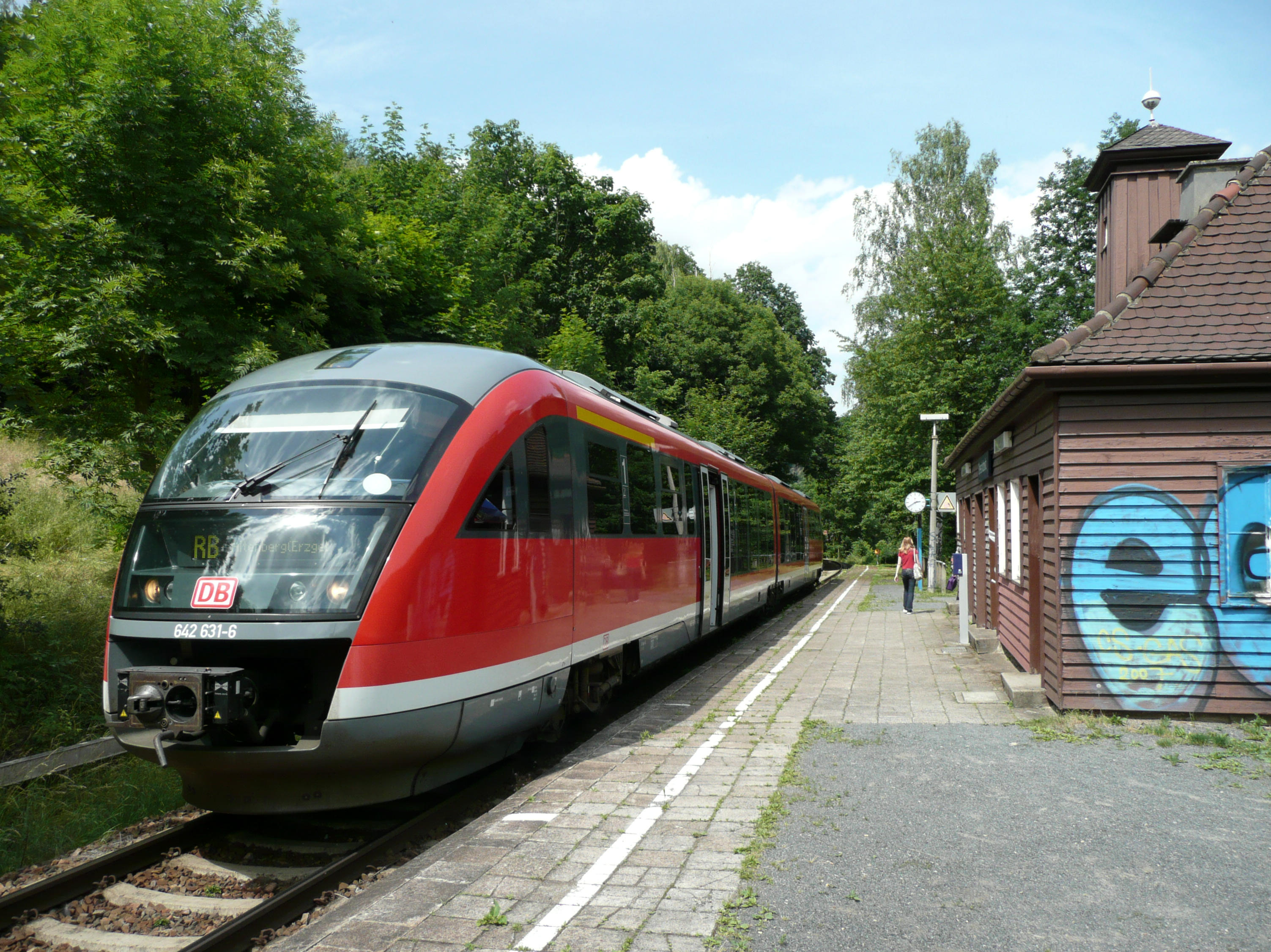
Triebwagen 642 631 in Oberschlottwitz 2008
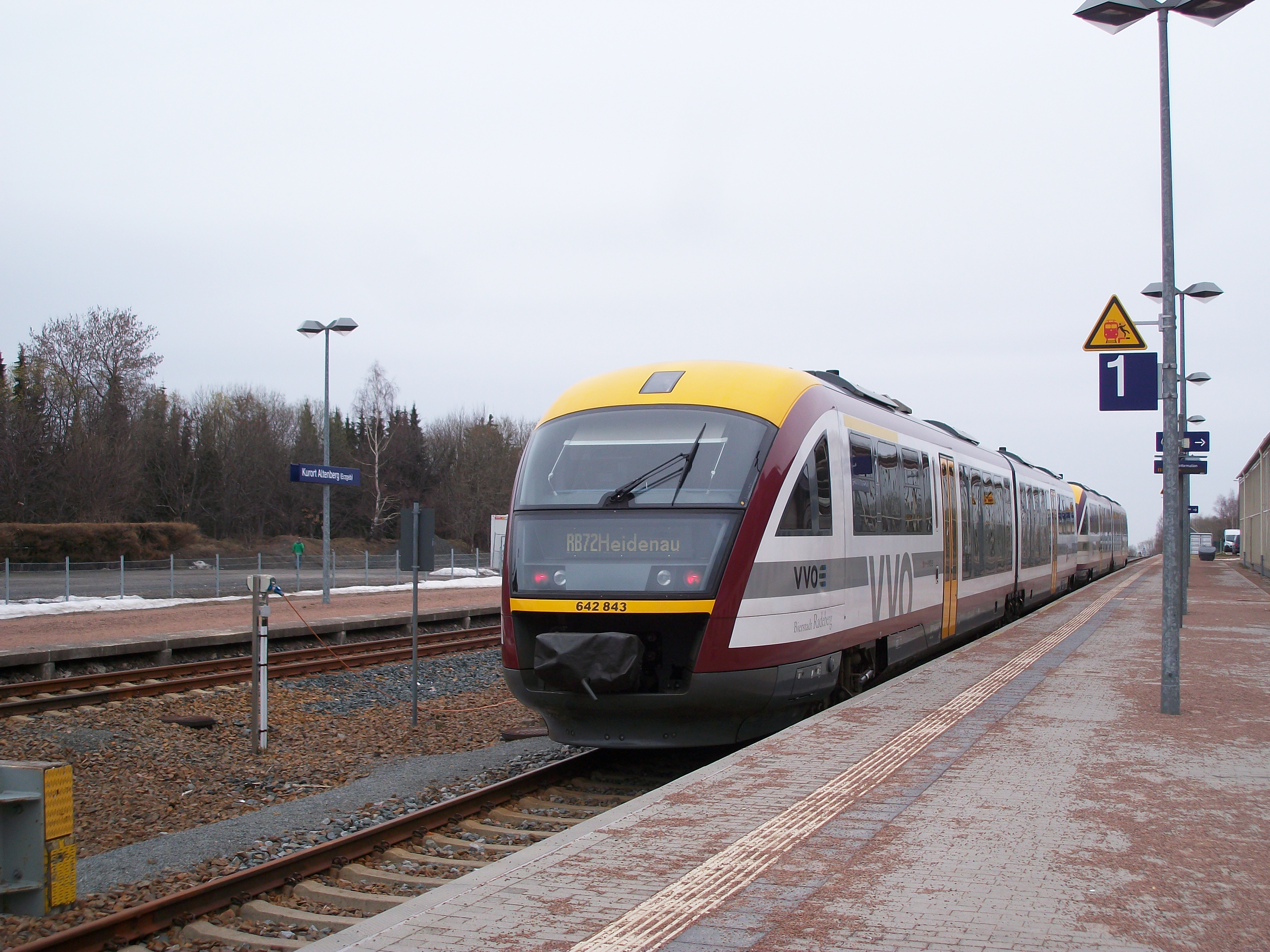
Triebwagen 642 843 in Altenberg 2019
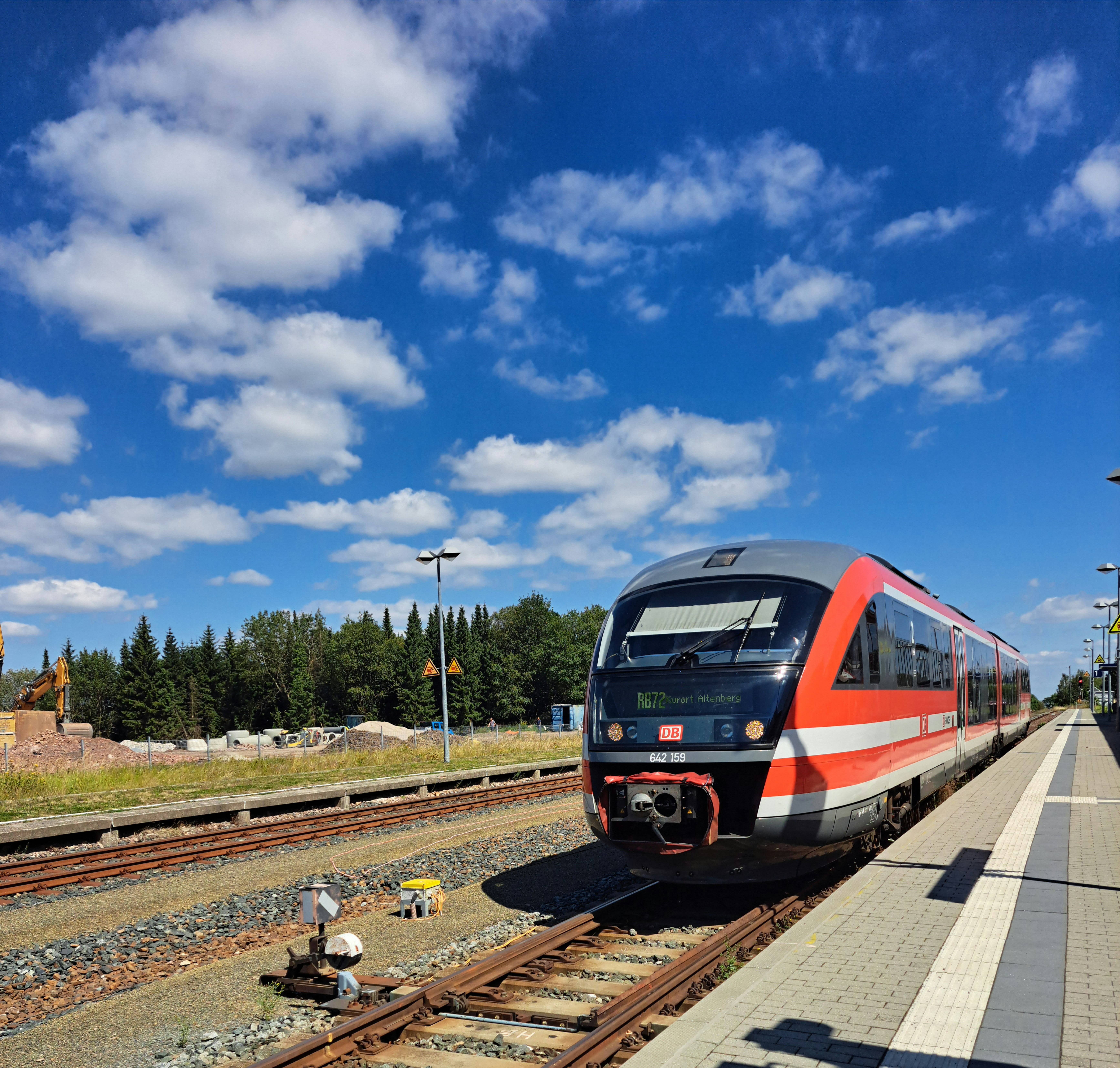
Triebwagen 642 159 in Altenberg 2024

Das Hochwasser im August 2002 hatte zwar keine Auswirkungen auf den Bahnhof Altenberg, führte aber aufgrund der enormen Schäden an der Bahnstrecke im Müglitztal am 12. August 2002 zur Einstellung des Betriebs für über ein Jahr. Der Triebwagen 642 175/675 konnte die zerstörten Abschnitte nicht mehr passieren und musste im Bahnhof Altenberg abgestellt werden. Im Oktober 2002 wurde er in zwei Teilen mit Tiefladern über die Straße abtransportiert. Erst ab dem 20. Dezember 2003 war der Bahnhof Altenberg wieder planmäßig auf der Schiene erreichbar.
2013 entfernte DB Netz die Zufahrtweiche zum Lokschuppen. Der Lokschuppen wird als Kulturdenkmal im Freistaat Sachsen – Sächsische Schweiz-Osterzgebirge mit der ID 09277672F geführt wird, Anfang des Jahres 2019 stürzte das Dach des Lokschuppens ein.